# Горни-Добрун
Горни-Добрун (серб. Горњи Добрун / Gornji Dobrun) — село в общине Вишеград Республики Сербской Боснии и Герцеговины. Население составляет 62 человека по переписи 2013 года.

## Население[3]
По данным на 1991 год, в селе проживали 171 человек, из них:
- 170 — бошняки,
- 1 — югослав.

## Достопримечательности
Недалеко от села располагается Монастырь Добрун.